# Rogny
Rogny är en kommun i departementet Aisne i regionen Hauts-de-France i norra Frankrike. Kommunen ligger  i kantonen Vervins som ligger i arrondissementet Vervins. År 2022 hade Rogny 100 invånare.

## Befolkningsutveckling
Antalet invånare i kommunen Rogny
Referens: INSEE